# Associazione Sportiva Giana Erminio 2020-2021
Questa voce raccoglie le informazioni riguardanti l'Associazione Sportiva Giana Erminio nelle competizioni ufficiali della stagione 2020-2021.

## Stagione
Nella stagione 2020-2021 la Giana Erminio disputa il girone A del campionato di Serie C, raccoglie 44 punti con il quattordicesimo posto finale. Ottiene 18 punti nel girone di andata chiuso al penultimo posto, poi nel girone di ritorno mette insieme 26 punti, blindando la salvezza. In questa stagione non viene disputata la Coppa Italia di Serie C. Fino ai primi di dicembre il Giana Erminio è stato allenato da Cesare Albè, poi sostituito dopo il tracollo (4-0) a Meda, da Oscar Brevi, fino al termine della stagione. Il milanese Fabio Perna è stato il miglior realizzatore firmando 10 reti.

## Divise e sponsor
Lo sponsor tecnico per la stagione 2020-2021 è Macron, mentre gli sponsor ufficiali sono Bamonte e Cogeser Energia.

## Organigramma societario
Area direttiva
- Presidente: Oreste Bamonte
- Vice presidente: Luigi Bamonte
- Vice presidente con delega all'area tecnica: Cesare Albè
- Consiglieri: Rita Bamonte, Angelo Colombo e Osvaldo Vallese
- Sindaco unico: Nicola Papasodero
- Segretario generale: Pierangelo Manzi
- Segreteria: Marinella Farina

Area comunicazione e marketing
- Ufficio comunicazione: Federica Sala e Serena Scandolo
- Fotografo ufficiale: Sandro Niboli
- Speaker stadio: Matteo Nassif
- Addetta alla biglietteria: Angela Colzani
- Delegato alla sicurezza: Alberto Fratus
- S.L.O.: Matteo Motta

Area sportiva
- Responsabile settore giovanile: Enrico Albè
- Responsabile terna arbitrale: Fabio Della Corna
- Responsabile gestione Stadio: Graziano Giovinazzi

Area tecnica
- Allenatore: Cesare Albè
- Allenatore in seconda: Carica Vacante
- Allenatore portieri: Sabatino Nese
- Preparatore atletico: William Viterbi
- Team Manager: Giorgio Domaneschi
- Magazzinieri: Luigi Caccia e Paolo Albè
- Magazziniere e responsabile del campo: Vincenzo Omati

Area sanitaria
- Responsabile sanitario: Davide Fusetti
- Medico sociale: Davide Mandelli
- Massofisioterapista: Mauro Bulla

## Rosa
Aggiornata al 5 dicembre 2020.
| N. |                   | Ruolo | Calciatore              |
| -- | ----------------- | ----- | ----------------------- |
| 1  | Italia (bandiera) | P     | Paolo Acerbis           |
| 2  | Italia (bandiera) | D     | Simone Perico           |
| 3  | Italia (bandiera) | D     | Alberto Barazzetta      |
| 4  | Italia (bandiera) | C     | Sebastiano Finardi      |
| 5  | Italia (bandiera) | D     | Stefano Marchetti       |
| 6  | Italia (bandiera) | C     | Nicolò Palazzolo        |
| 7  | Italia (bandiera) | C     | Daniele Pinto           |
| 8  | Italia (bandiera) | C     | Riccardo Rossini        |
| 9  | Italia (bandiera) | A     | Carlo Emanuele Ferrario |
| 10 | Italia (bandiera) | A     | Fabio Perna             |
| 11 | Italia (bandiera) | C     | Simone Greselin         |
| 12 | Italia (bandiera) | P     | Alessio D'Aniello       |
| 13 | Italia (bandiera) | D     | Simone Benatti          |
| 14 | Italia (bandiera) | D     | Davide Zugaro           |

| N. |                   | Ruolo | Calciatore             |
| -- | ----------------- | ----- | ---------------------- |
| 15 | Italia (bandiera) | D     | Simone Bonalumi        |
| 16 | Italia (bandiera) | A     | Alessandro Corti       |
| 17 | Italia (bandiera) | C     | Dario Maltese          |
| 18 | Italia (bandiera) | C     | Vincent De Maria       |
| 19 | Italia (bandiera) | C     | Nicola Madonna         |
| 20 | Italia (bandiera) | C     | Marco Capano           |
| 21 | Italia (bandiera) | C     | Daniele Dalla Bona     |
| 22 | Italia (bandiera) | P     | Alessandro Zanellati   |
| 23 | Italia (bandiera) | C     | Michele D'Ausilio      |
| 24 | Italia (bandiera) | D     | Andrea Montesano       |
| 25 | Italia (bandiera) | D     | Davide Pirola          |
| 26 | Italia (bandiera) | D     | Alessandro Marcandalli |
| 27 | Italia (bandiera) | A     | Francesco Ruocco       |
| 28 | Italia (bandiera) | A     | Filippo Di Maira       |

## Risultati
Fonte:

### Serie C

#### Girone di andata
| Arbitro: | Fiero (Pistoia) |

|                 |           |  |
| Mastroianni 68’ | Marcatori |  |

| Arbitro: | Di Cairano (Ariano Irpino) |

|              |           |                           |
| Ferrario 19’ | Marcatori | 38’ Marqués 64’ Ranocchia |

| Arbitro: | Arace (Lugo di Romagna) |

|                            |           |               |
| Panico 35’ Buzzegoli 45+2’ | Marcatori | 50’ Palazzolo |

| Arbitro: | Andreano (Prato) |

|  |           |                |
|  | Marcatori | 90+3’ F. Perna |

| Arbitro: | Cosso (Reggio Calabria) |

|               |           |            |
| Palazzolo 44’ | Marcatori | 28’ Eusepi |

| Arbitro: | Catanoso (Reggio Calabria) |

|              |           |  |
| Di Munno 80’ | Marcatori |  |

| Arbitro: | Vergaro (Bari) |

|                            |           |                 |
| Finardi 51’ F. Perna 90+1’ | Marcatori | 15’ Gabrielloni |

| Arbitro: | Emmanuele (Pisa) |

|                                      |           |  |
| Zerbin 15’ Comi 33’, 69’ Rodio 90+4’ | Marcatori |  |

| Arbitro: | Scarpa (Collegno) |

|                        |           |  |
| Pinto 11’ F. Perna 25’ | Marcatori |  |

| Arbitro: | Marotta (Sapri) |

|                                   |           |  |
| Haoudi 39’, 60’ Murilo 85’ (rig.) | Marcatori |  |

| Arbitro: | Grasso (Ariano Irpino) |

|                             |           |                                |
| Greselin 45+1’ Ferrario 65’ | Marcatori | 17’ Stanzani 21’, 44’ Magrassi |

| Arbitro: | Rinaldi (Bassano del Grappa) |

|  |           |              |
|  | Marcatori | 39’ F. Perna |

| Arbitro: | Acanfora (Castellammare di Stabia) |

|                 |           |                            |
| Montesano 90+3’ | Marcatori | 49’ Manzari 57’ K. Piscopo |

| Arbitro: | Lovison (Padova) |

|                                                  |           |  |
| Maistrello 21’, 39’ De Sena 89’ Sorrentino 90+3’ | Marcatori |  |

| Arbitro: | Marcenaro (Genova) |

|  |           |              |
|  | Marcatori | 28’ Boccardi |

| Gorgonzola 20 dicembre 2020, ore 15:00 CET 16ª giornata | Giana Erminio                        | 0 – 0 referto | Olbia | Stadio comunale Città di Gorgonzola\| Arbitro: \| Pirrotta (Barcellona Pozzo di Gotto) \| |
| Arbitro:                                                | Pirrotta (Barcellona Pozzo di Gotto) |               |       |                                                                                           |

| Arbitro: | Sfira (Pordenone) |

|              |           |  |
| Castelli 26’ | Marcatori |  |

| Arbitro: | Villa (Rimini) |

|                            |           |  |
| F. Perna 53’ Palazzolo 86’ | Marcatori |  |

| Arbitro: | Milone (Taurianova) |

|             |           |              |
| Valiani 86’ | Marcatori | 90+2’ Ruocco |

#### Girone di ritorno
| Arbitro: | Kumara (Verona) |

|                  |           |           |
| S. Marchetti 33’ | Marcatori | 68’ Magni |

| Arbitro: | Arace (Lugo di Romagna) |

|                                            |           |                |
| Alcibiade 53’ A. Brighenti 48’, 63’ (rig.) | Marcatori | 25’, 43’ Corti |

| Arbitro: | Giaccaglia (Jesi) |

|                                  |           |                              |
| Perico 55’ Dalla Bona 86’ (rig.) | Marcatori | 49’ Panico 66’ (rig.) Lanini |

| Arbitro: | Rinaldi (Bassano del Grappa) |

|  |           |            |
|  | Marcatori | 45+2’ Gusu |

| Alessandria 14 febbraio 2021, ore CET 24ª giornata | Alessandria       | 0 – 0 referto | Giana Erminio | Stadio Giuseppe Moccagatta\| Arbitro: \| De Tomaso (Rieti) \| |
| Arbitro:                                           | De Tomaso (Rieti) |               |               |                                                               |

| Arbitro: | Saia (Palermo) |

|             |           |  |
| Madonna 58’ | Marcatori |  |

| Arbitro: | Arena (Torre del Greco) |

|                          |           |                 |
| M. Gatto 18’ Bellemo 50’ | Marcatori | 45+1’ Palazzolo |

| Arbitro: | Marini (Trieste) |

|                     |           |                      |
| F. Perna 85’ (rig.) | Marcatori | 30’ (rig.), 56’ Comi |

| Piacenza 3 marzo 2021, ore CET 28ª giornata | Piacenza           | 0 – 0 referto | Giana Erminio | Stadio Leonardo Garilli\| Arbitro: \| Frascaro (Firenze) \| |
| Arbitro:                                    | Frascaro (Firenze) |               |               |                                                             |

| Arbitro: | Acanfora (Castellammare di Stabia) |

|               |           |  |
| Palazzolo 20’ | Marcatori |  |

| Arbitro: | Giordano (Novara) |

|                  |           |  |
| G. Benedetti 25’ | Marcatori |  |

| Arbitro: | Bitonti (Bologna) |

|                                                    |           |                                |
| Zugaro 42’ Ruocco 63’ F. Perna 80’ D'Aniello 90+5’ | Marcatori | 37’, 48’ Meucci 59’ F. Bianchi |

| Arbitro: | Madonia (Palermo) |

|  |           |                                    |
|  | Marcatori | 39’ Barazzetta 67’ (rig.) F. Perna |

| Arbitro: | Garofalo (Torre del Greco) |

|                        |           |                 |
| Corti 30’ F. Perna 79’ | Marcatori | 45+1’ Anghileri |

| Arbitro: | Scarpa (Collegno) |

|               |           |               |
| Galligani 75’ | Marcatori | 15’ Montesano |

| Olbia 11 aprile 2021, ore 15:00 CEST 35ª giornata | Olbia            | 0 – 0 referto | Giana Erminio | Stadio Bruno Nespoli\| Arbitro: \| Lovison (Padova) \| |
| Arbitro:                                          | Lovison (Padova) |               |               |                                                        |

| Arbitro: | Andreano (Prato) |

|            |           |           |
| Perico 27’ | Marcatori | 59’ Kolaj |

| Crema 18 aprile 2021, ore 15:00 CEST 37ª giornata | Pergolettese | 0 – 0 referto | Giana Erminio | Stadio Giuseppe Voltini\| Arbitro: \| Perri (Roma) \| |
| Arbitro:                                          | Perri (Roma) |               |               |                                                       |

| Arbitro: | D'Ascanio (Ancona) |

|                             |           |  |
| F. Perna 48’ Dalla Bona 82’ | Marcatori |  |

## Statistiche

### Statistiche di squadra
| Competizione | Punti | In casa | In casa | In casa | In casa | In casa | In casa | In trasferta | In trasferta | In trasferta | In trasferta | In trasferta | In trasferta | Totale | Totale | Totale | Totale | Totale | Totale | D.R. |
| Competizione | Punti | G       | V       | N       | P       | Gf      | Gs      | G            | V            | N            | P            | Gf           | Gs           | G      | V      | N      | P      | Gf     | Gs     | D.R. |
| ------------ | ----- | ------- | ------- | ------- | ------- | ------- | ------- | ------------ | ------------ | ------------ | ------------ | ------------ | ------------ | ------ | ------ | ------ | ------ | ------ | ------ | ---- |
| Serie C      | 44    | 19      | ?       | ?       | ?       | ?       | ?       | 19           | ?            | ?            | ?            | ?            | ?            | 38     | 11     | 11     | 16     | 36     | 45     | -9   |

### Andamento in campionato
| Giornata  | 1 | 2 | 3 | 4 | 5 | 6 | 7 | 8 | 9 | 10 | 11 | 12 | 13 | 14 | 15 | 16 | 17 | 18 | 19 | 20 | 21 | 22 | 23 | 24 | 25 | 26 | 27 | 28 | 29 | 30 | 31 | 32 | 33 | 34 | 35 | 36 | 37 | 38 |
| --------- | - | - | - | - | - | - | - | - | - | -- | -- | -- | -- | -- | -- | -- | -- | -- | -- | -- | -- | -- | -- | -- | -- | -- | -- | -- | -- | -- | -- | -- | -- | -- | -- | -- | -- | -- |
| Luogo     | T | C | T | T | C | T | C | T | C | T  | C  | T  | C  | T  | C  | C  | T  | C  | T  | C  | T  | C  | C  | T  | C  | T  | C  | T  | C  | T  | C  | T  | C  | T  | T  | C  | T  | C  |
| Risultato | P | P | P | V | N | P | V | P | V | P  | P  | V  | P  | P  | P  | N  | P  | V  | N  | N  | P  | N  | P  | N  | V  | P  | P  | N  | V  | P  | V  | V  | V  | N  | N  | N  | N  |    |
| Posizione |   |   |   |   |   |   |   |   |   |    |    |    |    |    |    |    |    |    |    |    |    |    |    |    |    |    |    |    |    |    |    |    |    |    |    |    |    |    |

Legenda:

Luogo: C = Casa; T = Trasferta. Risultato: V = Vittoria; N = Pareggio; P = Sconfitta.

### Statistiche dei giocatori
| Giocatore      | Serie C  | Serie C | Serie C     | Serie C    |
| Giocatore      | Presenze | Reti    | Ammonizioni | Espulsioni |
| -------------- | -------- | ------- | ----------- | ---------- |
| P. Acerbis     | 25       | -?      | ?           | ?          |
| A. Barazzetta  | 12       | 1       | ?           | ?          |
| S. Bonalumi    | 32       | 0       | ?           | ?          |
| M. Capano      | 26       | 0       | ?           | ?          |
| A. Corti       | 33       | 3       | ?           | ?          |
| D. Dalla Bona  | 23       | 2       | ?           | ?          |
| M. D'Ausilio   | 20       | 1       | ?           | ?          |
| F. Di Maira    | 6        | 0       | ?           | ?          |
| C. Ferrario    | 27       | 2       | ?           | ?          |
| S. Finardi     | 19       | 1       | ?           | ?          |
| S. Greselin    | 22       | 1       | ?           | ?          |
| N. Madonna     | 21       | 1       | ?           | ?          |
| D. Maltese     | 14       | 0       | ?           | ?          |
| A. Marcandalli | 2        | 0       | ?           | ?          |
| S. Marchetti   | 31       | 1       | ?           | ?          |
| V. De Maria    | 24       | 0       | ?           | ?          |
| A. Montesano   | 32       | 2       | ?           | ?          |
| N. Palazzolo   | 29       | 5       | ?           | ?          |
| S. Perico      | 30       | 2       | ?           | ?          |
| F. Perna       | 35       | 10      | ?           | ?          |
| D. Pinto       | 34       | 1       | ?           | ?          |
| D. Pirola      | 9        | 0       | ?           | ?          |
| R. Rossini     | 29       | 0       | ?           | ?          |
| F. Ruocco      | 14       | 2       | ?           | ?          |
| A. Zanellati   | 13       | -?      | ?           | ?          |
| D. Zugaro      | 30       | 1       | ?           | ?          |